# Noël Coypel

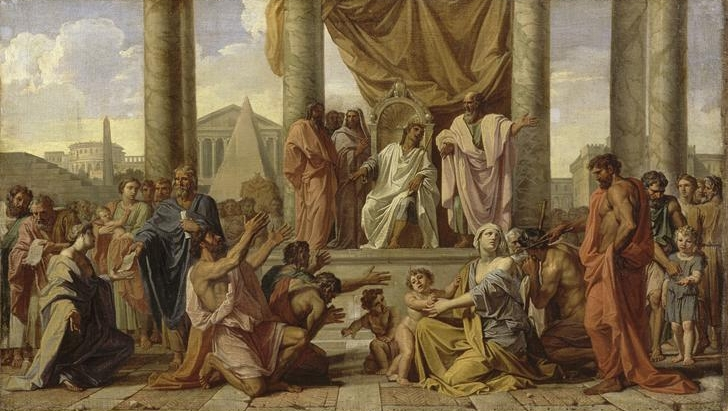
Ptolomeo Filadelfo concede la libertad al pueblo judío, hacia 1672, Castillo de Versalles.

Noël Coypel (París, 25 de diciembre de 1628 - París, 24 de diciembre de 1707) fue un pintor y decorador de estilo clásico francés.

## Biografía
Miembro de la Real Academia de Pintura y Escultura en 1663, ejerció como profesor en 1664. Fue director de la Academia Francesa en Roma de 1673 a 1675.
Participó en la decoración del Palacio de Versalles bajo la dirección de Charles Le Brun, del parlamento de Rennes, de las Tullerías y de Los Inválidos de (1700 a 1707)
Sus dos hijos, Antoine y Noël Nicolas, así como su nieto Charles Antoine Coypel fueron también pintores.
| Precedido por  | Noël Coypel                                          | Sucedido por   |
| -------------- | ---------------------------------------------------- | -------------- |
| Charles Errard | Director de la Academia de Francia en Roma 1673-1675 | Charles Errard |